# استانیسلاو مارکلوف

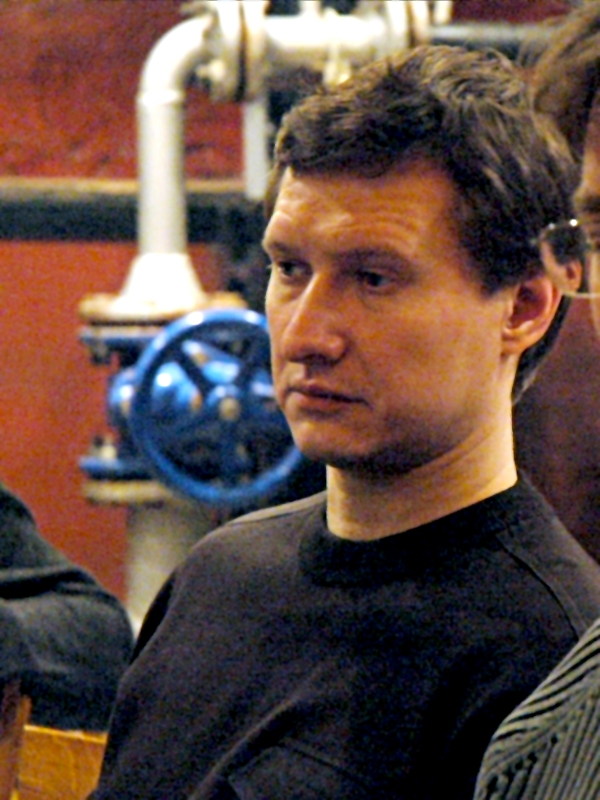
استانیسلاو مارکلوف

استانیسلاو مارکلوف (به روسی: Станислав Маркелов)، (متولد ۱۹۷۴ مسکو - ۲۰۰۹) وکیل برجسته و فعال در حقوق بشر، که توسط فردی ناشناس به ضرب گلوله به قتل رسید . با تلاش وی یوری بودانف سرهنگ ارتش روسیه به جرم تجاوز و قتل خیدا کانگایوا (دختر ۱۸ سالهٔ چچنی) به ده سال حبس محکوم گردید.

## محاکمهٔ بودانف و قتل استانیسلاو مارکلوف
سرهنگ یوری بودانف متهم به تجاوز و قتل دختر ۱۸ سالهٔ چچنی بود. او در سال ۲۰۰۲ توسط دادگاه نظامی در برابر این جنایت، غیر مسئول شناخته شده بود . مدتی بعد استانیسلاو مارکلوف وکالت خانوادهٔ کانگایوا را بر عهده گرفت، وی پروندهٔ قتل را به دادگاه عالی روسیه ارسال کرد و خواستار محاکمهٔ یوری بودانف شد . سرانجام با تلاش‌های وی، در سال ۲۰۰۳ یوری بودانف در قتل خیدا کانگایوا گناهکار شناخته و به ده سال حبس محکوم شد . اما با اینکه مدت حبس بودانف به پایان نرسیده بود در ۱۵ ژانویه ۲۰۰۹ از زندان آزاد شد . مارکلوف شدیداً از آزادی زود هنگام یوری بودانف عصبانی گردید، وی تصمیم گرفت رسانه‌ها و مطبوعات را وارد این جریان کند . سر انجام در ۱۹ ژانویه ۲۰۰۹ در نزدیکی کرملین و در حالی که از کنفرانس خبری بر می‌گشت توسط فردی که نقاب به صورت داشت به ضرب گلوله به قتل رسید.
در این جریان آناستازیا بابورووا خبرنگار ۲۵ سالهٔ اوکراینی نیز به قتل رسید .
دولت فرانسه قتل استانیسلاو مارکلوف و خبرنگار اوکراینی را محکوم کرد.